# 中国国际花卉园艺展览会
中国国际花卉园艺展览会是自1988年起每年在中華人民共和國上海和北京輪流舉辦的国际花卉、园艺及园林行业品牌展览会。該展覽會由中国花卉协会主办。它是亚洲最大的花卉、园艺、园林业专业展。

## 外部鏈接
- 官方网站